# Großsteingrab Pennewitt
Das Großsteingrab Pennewitt ist eine megalithische Grabanlage der jungsteinzeitlichen Trichterbecherkultur bei Pennewitt, einem Ortsteil von Warin im Landkreis Nordwestmecklenburg (Mecklenburg-Vorpommern). Es trägt die Sprockhoff-Nummer 330.

## Lage
Das Grab befindet sich etwa 1500 m westlich von Pennewitt in einem Waldstück.

## Beschreibung
Die Anlage besitzt eine ost-westlich orientierte, ursprünglich mit einem Rollsteinhügel ummantelte Grabkammer, die nach Ewald Schuldt als Ganggrab anzusprechen ist. Die Wandsteine sind noch alle vorhanden. Die Langseiten weisen jeweils sechs Steine auf, die bis auf den westlichen der Südseite alle noch in situ stehen. Letzterer ist ins Innere der Kammer umgekippt. Der östliche Abschlussstein ist nach außen umgekippt; der westliche ist gesprengt, der erhaltene Rest steht aber noch in situ. Von den ursprünglich sechs Decksteinen sind noch fünf erhalten. Der östlichste liegt verschleppt außerhalb der Kammer, der nächste ist ins Innere der Kammer gesunken, der dritte fehlt, der vierte liegt leicht verschoben noch auf den Wandsteinen auf, der fünfte ist zerbrochen und der westlichste ins Kammerinnere gesunken. Robert Beltz konnte 1908 bei einer Grabung ein Bodenpflaster aus flachen Steinplatten und verbranntem Feuerstein feststellen. Die Kammer hat eine Länge von etwa 8 m und eine Breite zwischen 1,8 m und 2 m.